# Louis Dorigny
Pour les articles homonymes, voir Dorigny.
Louis Dorigny, né le 14 juin 1654 à Paris et mort le 29 novembre 1742  à Vérone en Italie, est un peintre et graveur français.

## Biographie
Fils du peintre et graveur Michel Dorigny et par sa mère, née Jeanne-Angélique Vouet, petit-fils de Simon Vouet, il peignit à fresque la coupole de la cathédrale de Trente et grava la Descente des Sarrasins à Ostie d'après Raphaël.
Il est lauréat d'un deuxième grand prix de Rome pour Le Roi donnant la paix à l'Europe en 1671 ainsi qu'en 1672, il réside à l'Académie de France à Rome installée au Palais Mancini de 1672 à 1676
En 1679, il s'installa à Venise, où il reçut de nombreuses commandes de décors pour des palais et des églises, comme à Ca' Zenobio et à l'église des Jésuites. Il s'installa ensuite à Vérone, où il reçut des commandes de décors pour de grandes villas de l'aristocratie, comme à la Villa Rotonda, bâtie par Palladio. Il termina sa carrière à Vienne, où il conçut notamment des décors pour le palais d'hiver du prince Eugène.

## Œuvres
- Le Mythe d'Apollon (vers 1695), fresque du plafond de la salle de bal du palais Zenobio, Venise[3]

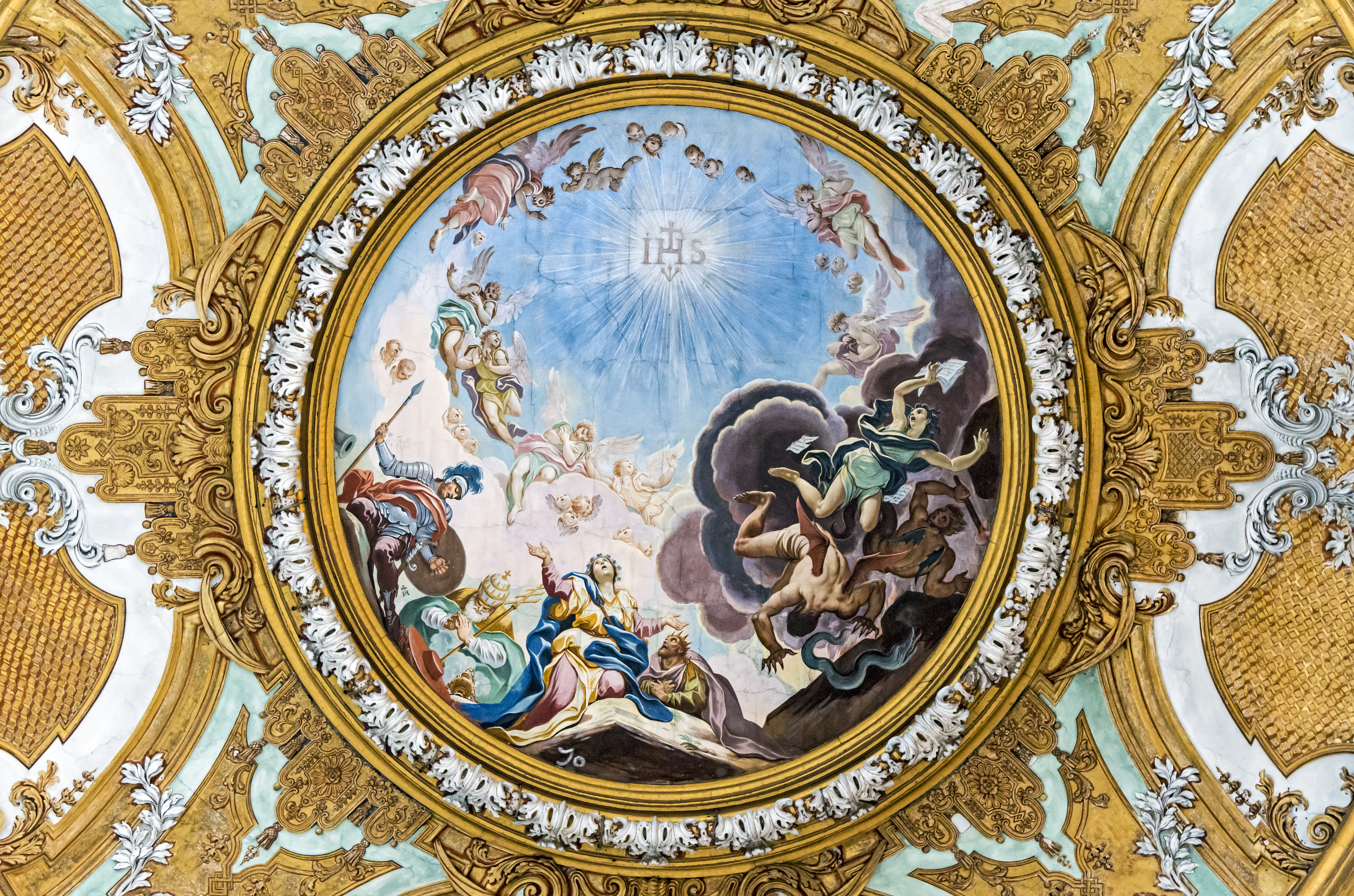
Plafond Église Santa Maria Assunta (Venise).
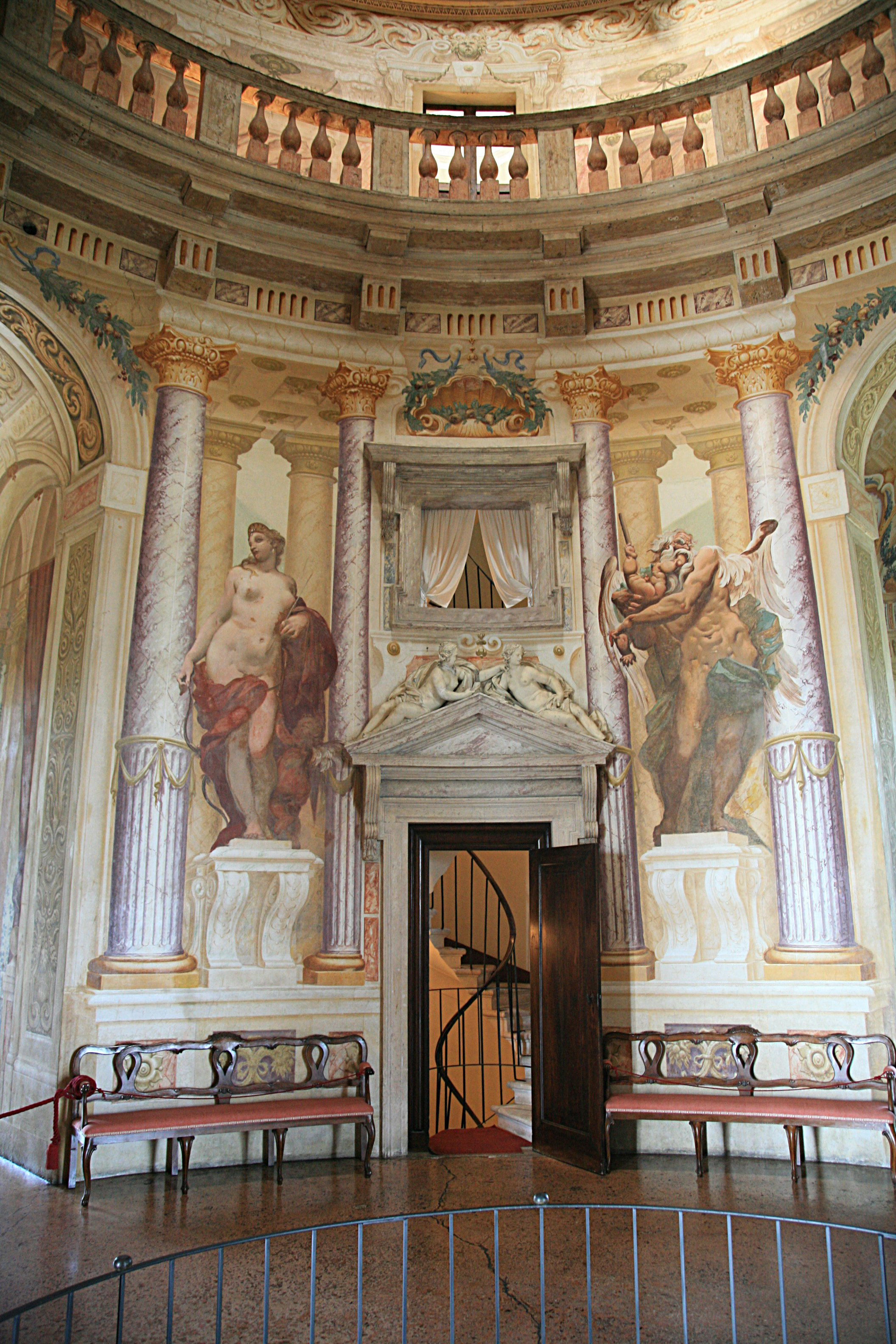
Trompe l'oeil dans la Villa Rotonda à Vicence.

## Réception critique
- « Il avait le génie facile et propre pour les grandes compositions. » - François Basan[4]
- « Louis Dorigny fut un des plus savants graveurs qui aient associé la pointe au burin. » - Paul Lacroix[5]